# Macadamia jansenii
Macadamia jansenii är en tvåhjärtbladig växtart som beskrevs av C.L. Gross & P.H. Weston. Macadamia jansenii ingår i släktet Macadamia och familjen Proteaceae. Inga underarter finns listade i Catalogue of Life.